# Pedro Rubens David
Pedro Rubens David (Villa Alberdi, 1929-Buenos Aires, 2022) fue un jurista y criminólogo argentino.

## Biografía
Nació en 1929 en la provincia de Tucumán en el seno de una familia de origen sirio-libanés. A los 20 años se convirtió en abogado con la mención especial de magna cum laude en la Universidad Nacional de su ciudad natal.
Realizó su doctorado en Derecho por la Universidad Nacional de Tucumán, otro doctorado en Sociología por la Universidad de Indiana, en Estados Unidos y otro en Ciencia Política en la Universidad Kennedy. Desde 1980 es miembro titular del Tribunal Arbitral de la Federación Argentina del Colegio de Abogados.
En 1986 fue designado profesor regular titular de Elementos de Derecho Penal y Procesal Penal en la Facultad de Derecho de la Universidad de Buenos Aires. Fue uno de los fundadores de la Universidad Kennedy y ocupó distintos cargos académicos en la Universidad Nacional de Salta, Universidad Nacional de Tucumán, Universidad de Buenos Aires, Universidad de Morón, Universidad de Nuevo México, Universidad Estatal de México y Universidad de Indiana, en EE. UU.

## Trayectoria
Fue fiscal de Estado adjunto, asesor de menores y juez de la Cámara de Apelaciones del Trabajo y juez de la Excelentísima Corte Superior de Justicia en Salta. En 1974 llegó a ocupar el cargo de juez de la Cámara Nacional de Apelaciones de lo Criminal y correccional de Buenos Aires.
Entre 2005 y 2011 fue juez en el Tribunal Penal Internacional para la ex Yugoslavia, en La Haya. Fue asesor de la ONU para evaluar el funcionamiento del Tribunal Penal Internacional para Ruanda. En 2012 ocupó la presidencia de la Cámara Federal de Casación Penal.
Fue juez de la Cámara Nacional de Casación Penal desde 1992 cuando el Tribunal fue creado hasta el año 2017. Tiene una larga trayectoria en temas de derecho criminal. Su obra es citada en la bibliografía del tema como relevante.

## Obra
- Sociología criminal juvenil (1965), Ediciones Esnaola, Buenos Aires.
- Conducta, integrativismo y sociología del derecho (1970), Zavalía, Buenos Aires.
- (editor) The world of the burglar (1974), U.N.M. Press, Albuquerque.[8][a]
- Estructura social y criminología (1979), Universidad del Zulia, Maracaibo.
- Sociología jurídica (1980), Astrea, Buenos Aires.
- Globalización, prevención del delito y justicia penal (1999), Buenos Aires, Zavalía Editor.[9]
- Criminología y sociedad (2005), México, Instituto Nacional de Ciencias Penales.[2]